# Selección femenina de fútbol sala de Argentina
La Selección femenina de fútbol sala de Argentina es el equipo que representa a Argentina en las competencias internacionales de fútbol sala femenino. Es organizada por la Asociación de Fútbol de Argentina afiliada a la Conmebol.
Los logros más importantes de la Selección Argentina fueron los dos subcampeonatos de la Copa América Femenina de Futsal uno durante la edición de 2011 realizada en Venezuela y otro en la edición de 2019 realizada en Paraguay, el subcampeonato de 2011 le valió la clasificación por primera vez al Campeonato Mundial Femenino de fútbol sala de la FIFA realizada en 2011 en Brasil en donde sería eliminada en Primera Fase.

## Estadísticas

### Mundial Femenino de Futsal FIFA
| Competición    | Resultado   | Posición    | PJ          | PG          | PE          | PP          | GF          | GC          |
| Filipinas 2025 | Clasificado | Clasificado | Clasificado | Clasificado | Clasificado | Clasificado | Clasificado | Clasificado |
| -------------- | ----------- | ----------- | ----------- | ----------- | ----------- | ----------- | ----------- | ----------- |

### Copa América Femenina de Futsal
| Competición    | Resultado     | Posición | PJ | PG | PE | PP | GF  | GC |
| -------------- | ------------- | -------- | -- | -- | -- | -- | --- | -- |
| Brasil 2005    | Tercer puesto | 3.ª      | 4  | 1  | 1  | 2  | 4   | 12 |
| Ecuador 2007   | Sexto puesto  | 6.ª      | 3  | 0  | 0  | 3  | 4   | 12 |
| Brasil 2009    | Quinto puesto | 5.ª      | 4  | 2  | 0  | 2  | 8   | 16 |
| Venezuela 2011 | Subcampeón    | 2.ª      | 6  | 5  | 0  | 1  | 18  | 11 |
| Uruguay 2015   | Cuarto puesto | 4.ª      | 5  | 3  | 0  | 2  | 16  | 11 |
| Uruguay 2017   | Tercer puesto | 3.ª      | 6  | 4  | 0  | 2  | 22  | 12 |
| Paraguay 2019  | Subcampeón    | 2.ª      | 6  | 4  | 0  | 2  | 22  | 12 |
| Argentina 2023 | Subcampeón    | 2.ª      | 6  | 5  | 0  | 1  | 23  | 3  |
| Brasil 2025    | Subcampeón    | 2.ª      | 6  | 4  | 1  | 1  | 21  | 7  |
| Total          | 9/9           | ?        | 46 | 28 | 2  | 16 | 138 | 96 |

## Jugadoras
Actualizado con la convocatoria los partidos amistosos de noviembre de 2024.

### Selección actual
| Dorsal | Jugador           | Posición | Edad    | Equipo                 |
| ------ | ----------------- | -------- | ------- | ---------------------- |
| 1      | Tamara Falconi    | -        |         | AD Ceuta               |
| 12     | Isadoro Lo Presti | -        |         | Ferrocarril Oeste      |
| 2      | Cecilia López     | -        | 28 años | Racing Club            |
| 5      | Antonella Sotero  | -        |         | Racing Club            |
| 4      | Sofía Florentín   | -        | 26 años | Rodiles SFS            |
| 10     | Silvina Nava      | -        | 23 años | Torreblanca Melilla CF |
| 14     | Luciana Natta     | -        |         | All Boys               |
| 6      | Alejandra Giménez | -        | 26 años | AD Ceuta               |
| 7      | Melina Quevedo    | -        |         | Racing Club            |
| 13     | Mailén Romero     | -        |         | AD Ceuta               |
| 9      | Ana Ontiveros     | -        |         | Bloques Cando Castro   |
| 8      | Carina Núñez      | -        |         | Chiloeches FS          |
| 11     | Agostina Chiesa   | -        | 36 años | AFA                    |
| 3      | Cecilia Funes     | -        |         | AFA                    |
|        | Julia Dupuy       | -        | 25 años | Bloques Cando Castro   |